# Bistum Ciudad Obregón
Das Bistum Ciudad Obregón (lateinisch Dioecesis Civitatis Obregonensis, spanisch Diócesis de Ciudad Obregón) ist eine in Mexiko gelegene römisch-katholische Diözese mit Sitz in Ciudad Obregón.

## Geschichte
Das Bistum Ciudad Obregón wurde am 20. Juni 1959 durch Papst Johannes XXIII. mit der Apostolischen Konstitution Cum petiisset aus Gebietsabtretungen des Bistums Sonora errichtet. Am 25. April 1966 gab das Bistum Ciudad Obregón Teile seines Territoriums zur Gründung der mit der Apostolischen Konstitution In Christi similitudinem errichteten Territorialprälatur Madera ab.
Das Bistum Ciudad Obregón ist dem Erzbistum Hermosillo als Suffraganbistum unterstellt.

## Bischöfe von Ciudad Obregón
- José de la Soledad Torres y Castañeda, 1959–1967
- Miguel González Ibarra, 1967–1981
- Luis Reynoso Cervantes, 1982–1987, dann Bischof von Cuernavaca
- Vicente García Bernal, 1988–2005
- Juan Manuel Mancilla Sánchez, 2005–2009, dann Bischof von Texcoco
- Felipe Padilla Cardona, 2009–2020
- Rutilo Felipe Pozos Lorenzini, seit 2020